# Leucippus (nhà triết học)
Leucippus (tiếng Hy Lạp:  Λεύκιππος, Leukippo) (500 TCN-440 TCN) là nhà triết học người Hy Lạp. 

## Quan điểm vềtriết học
Cuộc đời và sự nghiệp của Leucippus không dược biết đến đầy đủ vì các di bản của ông hầu hết đều không được lưu giữ. Tất cả những gì chúng ta biết đều thông qua Democritus, người học trò xuất sắc của Leucippus, và những học giả đương thời. Mặc dù vậy, từ những gì chúng ta đã biết đó, ta cũng có thể khẳng định rằng Leucippus là một nhà triết học xuất sắc, là người khai sinh thuyết tuyệt đỉnh của chủ nghĩa duy vật cổ đại.

### Sựtồn tại[3]
Leucippus tiếp nối trường phái Elea khi cho rằng có tồn tại. Tuy nhiên, khác với trường phái này, Leucippus đã khẳng định không tồn tại cũng có. Theo ông, không tồn tại chính là chỗ rỗng (còn được gọi là chân không). Nhờ có nó, các sự vật tồn tại một cách cụ thể, riêng biệt và di chuyển trong không gian. Đó là bước tiến của Leucippus, tuy nhiên cái nhìn của ông vẫn còn máy móc vì dựa trên lý thuyết về nguyên tử .

### Khởi nguyên củathế giới[4]
Leucippus là một nhà duy vật khi coi vật chất là khởi thủy của thế giới này. Tiến xa hơn những người đi trước, ông cho rằng bản nguyên của bất kỳ sự vật, hiện tượng nào và của cả vũ trụ là nguyên tử. Đó là những hạt vật chất nhỏ đến tận cùng và không thể phân chia được nữa. Chúng vô hạn về số lượng và hình thức nhưng lại chẳng có chất lượng. Dấu hiệu phân biệt dạng nguyên tử này với dạng nguyên tử khác là ở kích thước và hình thức. Sự vật được tạo thành do sự kết hợp của những hạt nhỏ bé này, chúng không khác nhau về chất mà khác nhau ở sự sắp xếp của các nguyên tử.
Với lập trường duy vật và quan điểm về nguyên tử, Leucippus lý giải sự hình thành vũ trụ. Vũ trụ được hình thành từ cơn lốc xoáy tìm của nguyên tử theo nguyên tắc những nguyên tử cùng loại thì liên kết với nhau. Trật tự sắp xếp của chúng là nặng ở trung tâm, nhẹ ở ngoài. Do vậy, cấu trúc của vũ trụ là trái đất, bầu trời và các vì sao.

## Tác phẩm
Chính vì những sự kiện về Leucippus không được đầy đủ nên chúng ta cũng không biết toàn bộ tác phẩm của ông. Theo Aristotle, người được coi là bộ óc bách khoa nhất thời cổ đại, Leucippus đã viết Trật tự của đại thế giới và Bàn về lý tính.

## Câu nói nổi tiếng
| “ | Không có sự vật nào phát sinh một cách vô cớ, mà tất cả đều phát sinh trên một căn cứ nào đấy và do tính tất nhiên | ” |